# Nová Ves u Českých Budějovic
Nová Ves (deutsch Neudorf, auch Neudorf bei Budweis) ist eine Gemeinde in Tschechien. Sie liegt acht Kilometer südöstlich von Budweis in Südböhmen und gehört zum Okres České Budějovice.

## Geographie

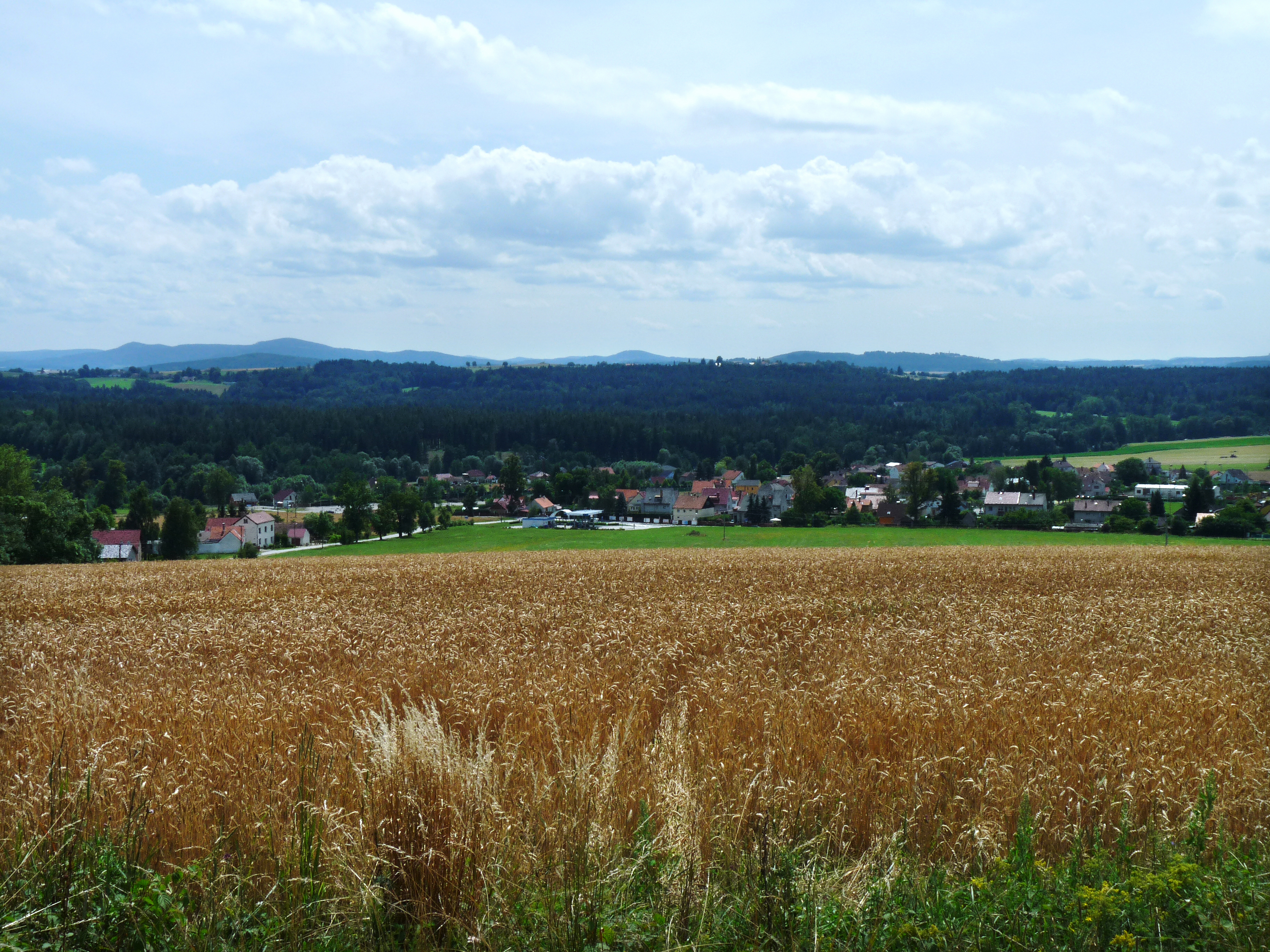
Blick auf Nová Ves

Nová Ves befindet sich rechtsseitig des Baches Zborovský potok im Süden der Lischauer Schwelle (Lišovský práh). Nördlich erheben sich der Hůrecký kopec (541,7 m) und der Chlumek (536 m), im Süden der Strážkovický vrch (558 m). Durch Nová Ves führen die Straße II/156 zwischen Budweis und Trhové Sviny und die Bahnstrecke České Velenice–České Budějovice.
Nachbarorte sind Hůrka und Na Štětkách im Norden, Svatá Voršila, Zborov und Ohrazeníčko im Nordosten, Klukov, U Pilaře, Vojdlesák und Mysletín im Osten, Radostice, Trocnov, Paseka und Strážkovice im Südosten, U Zajíčků, Lomec und Borovnice im Süden, Heřmaň im Südwesten, Vidov im Westen sowie Nedabyle und Doubravice im Nordwesten.

## Geschichte
Nová Ves wurde wahrscheinlich um 1570 gegründet. Die erste schriftliche Erwähnung des Dorfes erfolgte in einem an den Rat zu Budweis gerichteten Schreiben Wilhelm von Rosenbergs vom 6. Jänner 1573, in dem dieser um Entgegenkommen in einer Angelegenheit bezüglich der Frau seines Untertanen Pavel Holinek aus Nová Ves bat. Am 30. Juni 1574 trat ein Říha aus Nová Ves vor dem Budweiser Rat als Zeuge in der Verhandlung wegen einer Prügelei in Nedabyle auf. Im Jahre 1580 wurde Nová ves u Borovnice in einer Urkunde der Herrschaft Třeboň als ein aus zehn bäuerlichen Wirtschaften bestehendes neu gegründetes Dorf genannt, dessen Siedler jährlich einen Schock Groschen an die Herrschaft zu leisten hatten. In einer Urkunde Peter Wok von Rosenbergs aus dem Jahre 1600 wurde Nowe WWsy̆ pod zBorowem unter dem Zubehör der Burg Trzebonie aufgeführt. Nach dessen Tode fiel das Erbe der Rosenberger 1611 den Herren von Schwanberg zu. Nach der Schlacht am Weißen Berg wurden die Güter des Peter von Schwanberg konfisziert und fielen dem Kaiser zu. Der Dreißigjährige Krieg führte zu Verödung des Dorfes. Von den zehn Anwesen waren im Jahre 1625 nur noch zwei bewirtschaftet. Zum Ende des Krieges begann die Wiederbesiedlung; dabei wurde in Nová Ves 1647 auch ein Kretscham eingerichtet, dessen Schankrechte infolge eines Streites mit Anna Chrtová von Rtín jedoch auf Hůrka übertragen werden mussten. Seit dem 17. Jahrhundert hielt die Leinweberei Einzug, außerdem verdienten sich die Bauern mit der Fertigung von Holzwaren ein Zubrot. Ab 1660 gehörten die Güter der Herrschaft Třeboň den Herren von Schwarzenberg. Die Hausnummerierung erfolgte in den Jahren 1770 bis 1771. 1836 begann der Bau der Kaiserstraße von Budweis nach Gratzen, im Zuge dieses Straßenbau entstand 1845 die einbögige Steinbrücke über den Zborovský potok. Das Einzelgut Zajíčkův dvůr entstand 1838. Im Jahre 1840 bestand Nová Ves aus 16 Häusern mit 91 Einwohnern. Am Chlumek wurde Eisenbergbau betrieben, die Verarbeitung der Erze erfolgte in der Adolfshütte (Adolfov) in Holubov und der Gabrielahütte bei Deutsch Beneschau. Pfarrort war Střížov. Bis zur Mitte des 19. Jahrhunderts blieb das Dorf immer nach Třeboň untertänig.
Nach der Aufhebung der Patrimonialherrschaften bildete Nová Ves / Neudorf ab 1850 mit den Ortsteilen Borovnice, Hůrka und Lomec eine Gemeinde in der Bezirkshauptmannschaft Budějovice/Budweis. Im Jahre 1877 wurde die Straßenbrücke über den Bach Hůrecký potok errichtet,
1869 nahm die Kaiser Franz Josephs-Bahn auf der Bahnstrecke Budweis – Gmünd den Betrieb auf. Beim Haus Nr. 24 wurde ein Haltepunkt angelegt. Nach dem Ende der Prager Jubiläumsausstellung von 1891 setzte die Schwarzenberger Brauerei Wittingau ihren Pavillon in das Gehölz westlich von Nová Ves um und ließ dort ein Gasthaus einrichten. Im Jahre 1896 entstand bei der Schänke der neue Bahnhof Neudorf. Die Benennung des Bahnhofes und die an drei Seiten des Bahnhofsgebäudes angebrachte Beschriftung Neudorf führten zu heftigen Protesten in der tschechischen Presse, weil der Bahnhof im tschechischen Sprachgebiet lag. Im Jahre 1875 entstand die Dorfschmiede. 1898 gründete sich die Freiwillige Feuerwehr, im selben Jahr wurde auch das Armenhaus eröffnet. Zwischen Zborov und Nová Ves begann zu Beginn des 20. Jahrhunderts der Bergbau auf Lehm und Kaolin.
In der Gemeinde lebten im Jahre 1914 504 Tschechen; der Ortsteil Nová Ves hatte 210 Einwohner. In dieser Zeit erlangte die Gastwirtschaft Hospoda U Kristlů mit Tanzveranstaltungen regionale Bekanntheit. Nachdem seit 1909 das Interesse an einer eigenen Schule in Nová Ves bestanden hatte, wurden die Kinder aus Nová Ves, Hůrka und Nedabyle 1914 von Doubravice ausgeschult und in Nedabyle eine gemeinschaftliche Grundschule eröffnet. Nach der Errichtung des Bahnhofs entstand im 20. Jahrhundert um diesen eine Siedlung. Im Jahre 1931 lösten sich Lomec und Borovnice los und bildeten eigene Gemeinden. Während der deutschen Besetzung wurde 1943 Hůrka / Hurka zwangseingemeindet, dies wurde nach dem Ende des Zweiten Weltkriegs am 9. August 1945 wieder aufgehoben. Die Tanzgaststätte Hospoda U Kristlů wurde bis 1951 privat betrieben und danach geschlossen. Die Dorfschmiede wurde 1964 abgerissen. Am 13. Juni 1964 wurde Nová Ves, wie auch Hůrka, nach Nedabyle eingemeindet. In der zweiten Hälfte des 20. Jahrhunderts wurde die Bahnhofssiedlung stark ausgebaut und entwickelte sich seit den 1980er Jahren zum neuen Zentrum des Ortes. Das ursprüngliche Dorf bildet heute die östlich des neuen Ortskernes gelegene bäuerliche Ortslage Nová Ves – stará část, deren Bevölkerung stetig sinkt. Nach einem Referendum lösten sich Nová Ves und Hůrka zum 24. November 1990 wieder von Nedabyle los und bildeten eine eigene Gemeinde.

## Gemeindegliederung

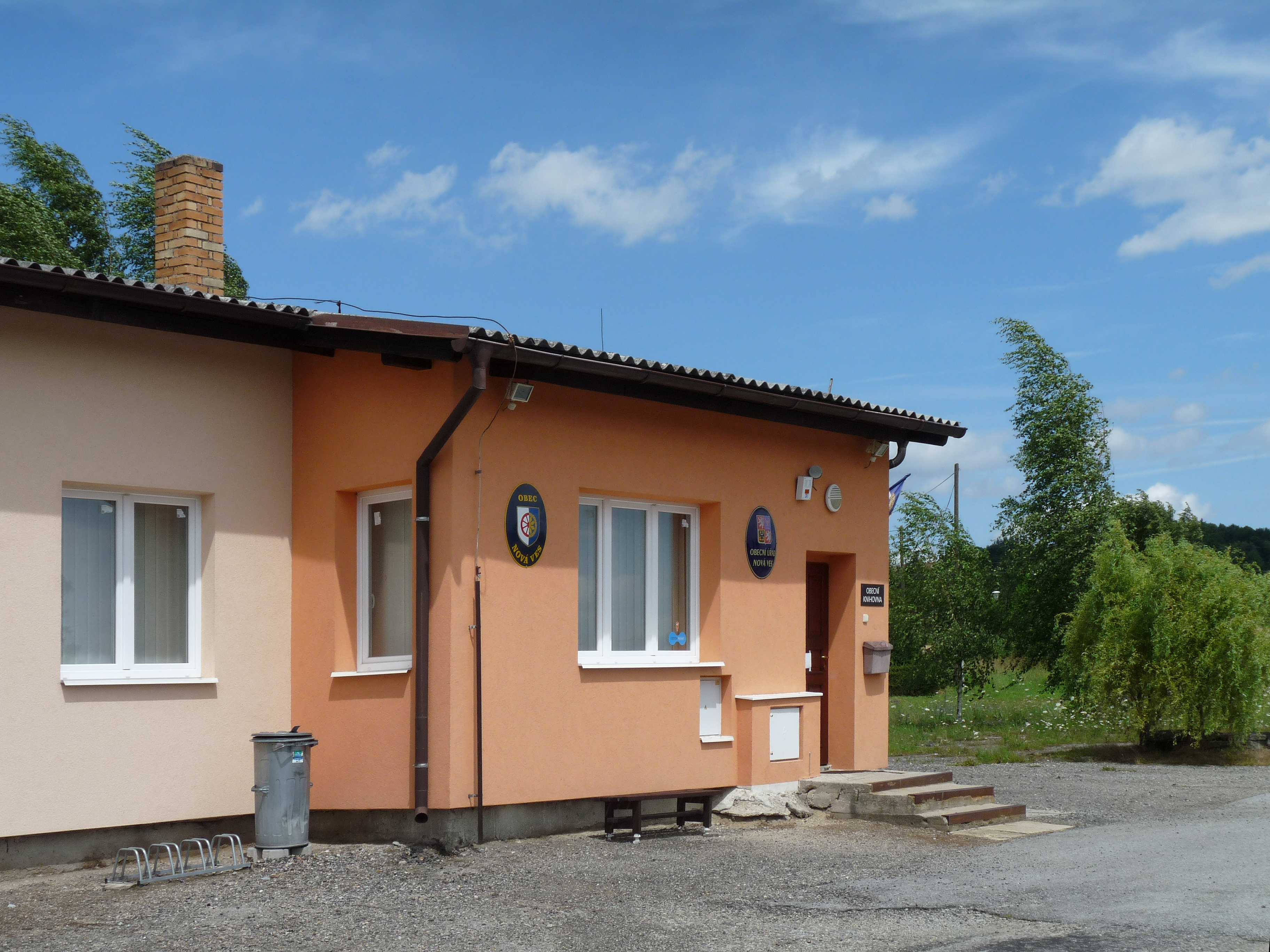
Gemeindeamt

Die Gemeinde Nová Ves besteht aus den Ortsteilen Hůrka (Hurka) und Nová Ves (Neudorf). Der Kernort gliedert sich in die durch den Hůrecký potok getrennten Ortslagen Nová Ves – stará část und Nová Ves – centrum. Zur Gemeinde gehören zudem die Wohnplätze U Zajíčků und Na Dolinách. Grundsiedlungseinheiten sind Hůrka, Na Dolinách, Nová Ves und Nová Ves-stará část.

## Bevölkerungsentwicklung
| Jahr      | 1869 | 1880 | 1890 | 1900 | 1910 | 1921 | 1930 | 1950 | 1961 | 1970 | 1980 | 1991 | 2001 | 2011 | 2021 |
| --------- | ---- | ---- | ---- | ---- | ---- | ---- | ---- | ---- | ---- | ---- | ---- | ---- | ---- | ---- | ---- |
| Einwohner | 259  | 274  | 286  | 321  | 380  | 393  | 535  | 470  | 521  | 493  | 512  | 490  | 542  | 712  | 763  |

## Sehenswürdigkeiten

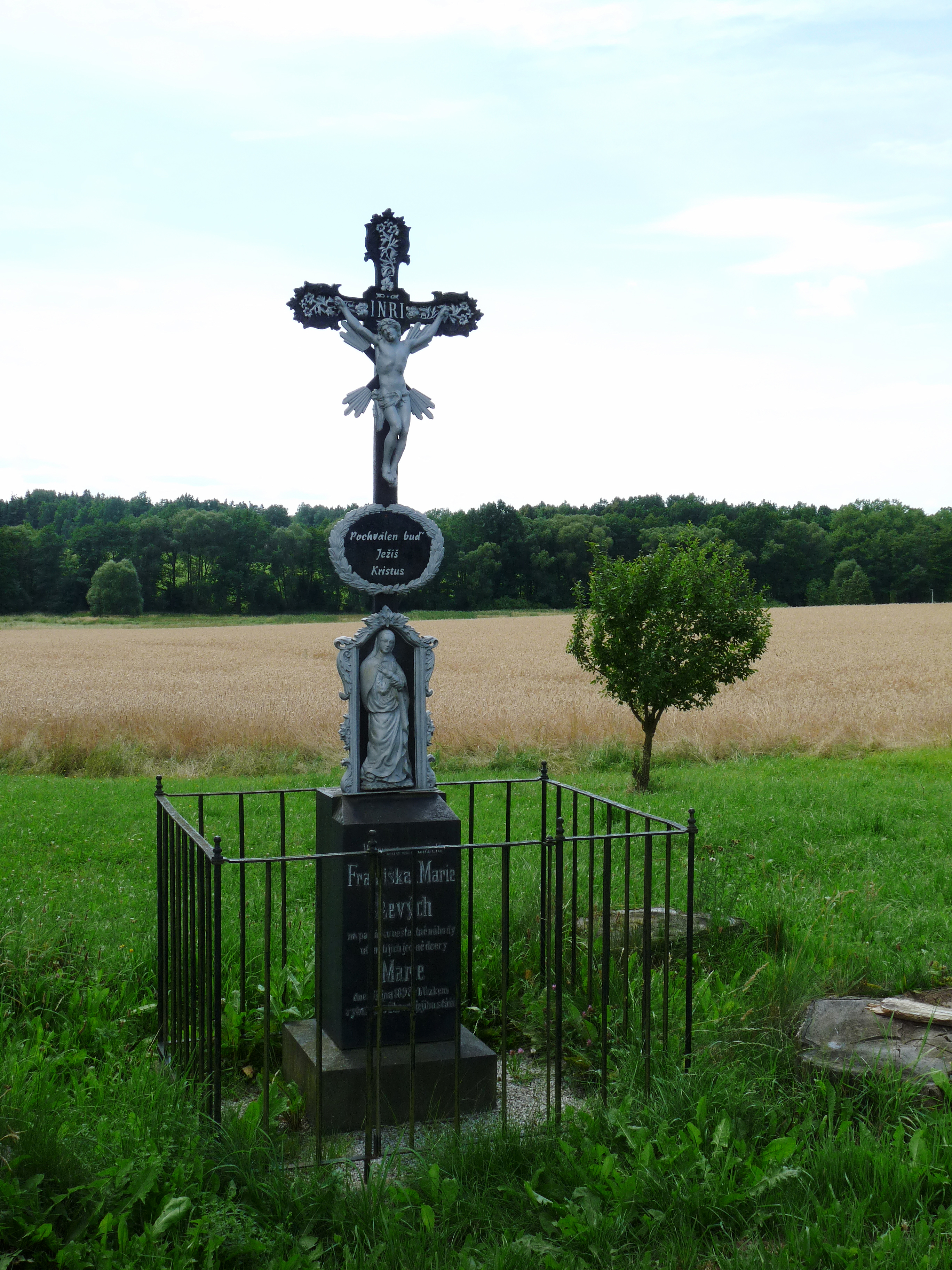
Wegekreuz

- Kapelle auf dem Dorfplatz in Nová Ves
- Glockenturm in Hůrka
- Wegekreuz in Nová Ves – stará část